# Angelos Alexiou
Angelos Alexiou est un joueur chypriote de volley-ball né le 4 février 1987 à Strovolos. Il mesure 2,02 m et joue central. Il est le compagnon de Natalja Bratuhhina, joueuse au Terville FOC.

## Clubs
| Club                    | Pays   | De        | À         |
| ----------------------- | ------ | --------- | --------- |
| Omonia Nicosie          | Chypre | 2002-2003 | 2010-2011 |
| Nea Salamina Famagouste | Chypre | 2011-2012 | 2011-2012 |
| Maizières AC            | France | 2012-2013 | 2012-2013 |
| Cambrai VEC             | France | 2013-2014 | …         |

## Palmarès
Aucun